# 100歳の華麗なる冒険
『100歳の華麗なる冒険』（ひゃくさいのかれいなるぼうけん、スウェーデン語: Hundraåringen som klev ut genom fönstret och försvann）は、フェリックス・ハーングレン監督による2013年のスウェーデン・フランス・ドイツ合作のコメディ映画。原作はヨナス・ヨナソンの小説『窓から逃げた100歳老人』。第64回ベルリン国際映画祭のベルリンスペシャル・ガラ部門で上映された。
40ヵ国以上で上映されて5000万ドル以上を売り上げたが、これはスウェーデン映画としては『ミレニアム ドラゴン・タトゥーの女』、『ミレニアム2 火と戯れる女』に次いで歴代3位の成績である。
第88回アカデミー賞メイクアップ&ヘアスタイリング賞にノミネートされた。

## プロット
老人ホームを抜け出した100歳のアランが事件に巻き込まれて追われる話と、その生涯で遭遇した様々な歴史的事件の冒険譚が並行して描かれる。
【過去】アランは9歳で自称革命家だった父を亡くし、更に母も病死して孤児になり、爆弾遊びに夢中になった少年は誤って人を爆殺し、送られた精神病院で子孫を残さないよう去勢手術をされてしまう。
退院後は大砲工場に就職し、同僚の革命家に誘われ「打倒フランコ将軍」のために加勢していたら、はずみでフランコ将軍を助けてしまい親友になる。
その後、日米開戦の際には渡米して、原爆開発に一役買って大統領から一目置かれる人物になる。
またソ連のスターリンと面会するものの、スターリンを激怒させ強制収容所に送られるが、手に入れた手榴弾で収容所をパニックに陥れ逃亡する。
やがて、顔が広いアランは米CIAとソ連KGBの二重スパイをやり、とんだ誤解からベルリンの壁を崩壊させて東西冷戦を終わらせた。
【現在】老人ホームを抜け出した後のアランは、ギャングの手下が持つ大金が入ったキャリーバッグを預かったままバスに乗り、ギャング一味から追いかけられる破目になる。
途中、廃駅に住む老人ユリウスを旅の道連れに引き入れ、人生の目的を見つけられず20年間大学に通い続けるモラトリアム中年男ベニーの車を利用し、サーカスから盗んだ象を飼うグニラの家に泊めてもらい、追っ手と繰り広げる様々な事件を乗り越えて一行はバリ島に行き着く。
ギャングの親分もアランらを追って島にやってくるが、それも振り切り落ち着いた先のビーチで、恋心を秘めたベニーとグニラが結ばれた。

## キャスト
- アラン・カールソン: ロバート・グスタフソン（英語版）
- ユリウス・ヨンソン: イヴァル・ヴィクランデル（英語版）
- ベニー: ダーヴィッド・ヴィーベリ（スウェーデン語版）
- グニラ: ミア・シャーリンゲル（英語版）
- イェッダン: イェンス・フルテン（英語版）
- カラカス: ビアンカ・クルセイロ
- ピム: アラン・フォード（英語版）